# T-AB-1 AP
A T-AB-1 ou MAP NM T-AB-1 (Mina Anti-Pessoal Nāo-Magnética) é uma mina antipessoal de metal mínimo brasileira pequena, cilíndrica, totalmente à prova d'água e resistente a choques. A mina é normalmente de cor verde oliva e usa o rastilho de pressão AC Min NM AE T-AB-1. Já não está em produção, cessou em 1989 e todos os estoques operacionais foram destruídos. A mina está operacional no Equador e na Líbia.
Esta mina foi usada como iniciador da mina antitanque T-AB-1 AT.
Uma versão prática cinza da mina também é produzida.

## Especificações
- Diâmetro: 60 mm
- Altura: 61 mm
- Peso: 125 g
- Conteúdo explosivo: 62 g de Pentolita
- Pressão de operação: 18 kg